# Studnica (Miastko)
Studnica [studˈnit͡sa] (kaschubisch Stëdnica, deutsch Altemühle) ist ein Wohnplatz in der Woiwodschaft Pommern in Polen. Er gehört zur Gmina Miastko (Gemeinde Rummelsburg) im Powiat Bytowski (Bütower Kreis).
Der Wohnplatz liegt in Hinterpommern, 25 km westlich von Bytów (Bütow) und 73 km südwestlich von Danzig.
Auf älteren Landkarten wird der Ortsname „Ackermühle“ gebraucht. Das letzte deutsche Messtischblatt (herausgegeben 1939) zeigt den Ortsnamen „Altemühle“.
Bis 1945 gehörte Altemühle zur Landgemeinde Kamnitz und gehörte mit dieser zum Kreis Rummelsburg in der preußischen Provinz Pommern.